# Abel Augusto Dias Urbano
Abel Augusto Dias Urbano ComA (1868 - Santa Comba Dão, 11 de Janeiro de 1954) foi um militar português.

## Biografia
Nasceu em 1868. Formou-se em matemática na Universidade de Coimbra.
Atingiu o posto de coronel de engenharia, tendo um dos seus serviços sido um projecto para o abastecimento de água à vila de Tondela, em 1934. Também foi professor no Liceu de Coimbra e presidente da Câmara Municipal daquela cidade, e escreveu na Gazeta dos Caminhos de Ferro, tendo sido um dos primeiros colaboradores naquela publicação.
Morreu em Santa Comba Dão, em 11 de Janeiro de 1954, aos 86 anos de idade, tendo deixado uma esposa, Arménia Correia do Val Urbano e um filho, João Dias Correio Urbano.
Abel Augusto Dias Urbano foi homenageado com o grau de comendador da Ordem Militar de Avis em 15 de Fevereiro de 1919.